# Infrared Space Observatory
Espectômetro de ondas longas (LWS) no ISO
O Infrared Space Observatory (ISO) foi um telescópio espacial para observações em infravermelho projetado e operado pela European Space Agency (ESA), em cooperação com o  ISAS (parte da JAXA em 2003) e NASA. 
O ISO foi projetado para estudar a luz infravermelha na faixa de comprimentos de onda entre 2.5 e 240 micrometros.
O planejamento da missão começou em 1979 e o satélite foi finalmente lançado em novembro de 1995 e esteve operando até maio de 1998;
oito meses além do previsto.

## Instrumentos a bordo
- Câmera infravermelha (ISOCAM)- câmera de alta-resolução cobrindo a banda em comprimento de onda entre 2.5 a 17 micrometros.
- Fotopolarímero (ISOPHOT) - capaz de detectar uma parte da radiação infravermelha emitida por um objeto.
- Espectômetro de ondas curtas (SWE) - espectômetro cobrindo a faixa de 2.4 a 45 micrometros em comprimentos de onda.
- Espectômetro de ondas longas (LWS) - espectômetro cobrindo a faixa de 45 a 196.8 micrometros em comprimentos de onda.